# 明日·今天的未來
《明日·今天的未來》是一本由香港的財政司司長辦公室製作的財政預算案諮詢漫畫。其作品由香港財政司長曾俊華提出、香港漫畫家李志清執筆繪畫、張正常擔任編劇。製作費用約十萬港元，並於2009年1月中旬出版。漫畫內容在政府財政預算案的網站裡連載，供市民自由觀看。這也是香港政府第一次以漫畫形式宣傳和教育。在推出漫畫後，曾俊華表示已收到近五千多份意見。

## 故事內容
漫畫主要透過主角一段跨越時空的奇幻旅程，以令到市民明白未來建基於今日之上，當中的內容包含著各種在香港現時在發生的社會問題，例如是失業及金融海嘯所帶來的衝擊等。而在劇情裡的同時，也提供著一些經濟數據，好讓讀者運用那些數據來思考一下怎樣解決其問題。在漫畫裡，書中的主角阿日跟他的家人討論金融海嘯之下香港經濟的何去何從。